# Conophytum angelicae
Conophytum angelicae är en isörtsväxtart. Conophytum angelicae ingår i släktet Conophytum, och familjen isörtsväxter.

## Underarter
Arten delas in i följande underarter:
- C. a. angelicae
- C. a. tetragonum